# Çobankat
Der Çobankat (albanisch für „die Schäferinnen“) ist eigentlich ein albanisches Lied, zu dem gleichzeitig typische Tanzschritte existieren. Der Tanz wird im Kreis getanzt (Rundtanz) und steht im 2/4-Takt. 
Das Lied stammt aus dem toskischen Teil Albaniens und erzählt von spinnenden Schäferinnen, wobei gleichzeitig die Freiheitskämpfer gepriesen werden.